# Halticoptera subpetiolata
Halticoptera subpetiolata är en stekelart som beskrevs av Howard 1897. Halticoptera subpetiolata ingår i släktet Halticoptera och familjen puppglanssteklar.
Artens utbredningsområde är Grenada. Inga underarter finns listade i Catalogue of Life.